# FBK Kaunas
FBK Kaunas – litewski klub piłkarski z siedzibą w Kownie działający w latach 1960–2012.

## Historia
Klub piłkarski Banga został założony w Kownie w 1960 roku i reprezentował miejscową fabrykę radiową. Zespół natychmiast uzyskał prawo do gry w rozgrywkach Pierwoj ligi ZSRR. W 1963 po reorganizacji systemu lig jego miejsce we Wtoroj lidze zajął Granitas Kłajpeda, a klub kontynuował grę w mistrzostwach Litewskiej SRR. W czasach sowieckich klub był jednym z najsilniejszych klubów piłkarskich w Kownie. W 1986 oraz w 1989 zdobył tytuł mistrza kraju. Po przywróceniu niepodległości Litwy, latem 1991 roku do klubu dołączył Vilija Kowno. W 1992 nazywał się Banga-Granitas. w 1993 roku nastąpiła reorganizacja klubu, który otrzymał nazwę FBK Kaunas, również została utworzona sekcja baseballowa. W 2009 roku w wyniku konfliktu z litewską federacją piłkarską właściciel klubu - Władimir Romanow podjął decyzję o wycofaniu klubu z ligi i zgłoszeniu do rozgrywek III-ligowych. FBK udało się szybko awansować do drugiej ligi, gdzie w 2010 roku wygrało wszystkie 27 spotkań i w sezonie 2011 powrócił do rozgrywek A Lyga. Po jego zakończeniu klubowi nie przyznano licencji na występy w sezonie 2012, ze względu na problemy finansowe. Prokuratura litewska domagała się ekstradycji byłego właściciela klubu w związku z podejrzeniem o defraudacje prawie 308 milionów funtów w swoich trzech klubach: FBK, Partyzan Mińsk oraz Heart of Midlothian.

## Sukcesy
- Mistrz Litwy: 1986, 1989 (jako Banga Kowno), 1999, 2000, 2001, 2002, 2003, 2004, 2006 (jako FBK Kowno)
- Puchar Litwy: 1989 (jako Banga Kowno), 1995, 2002, 2004, 2005 (jako FBK Kowno)
- III runda kwalifikacji Ligi Mistrzów 2008/09

## Chronologia nazw
- 1960-1994: Banga Kowno
- 1994-1999: FBK Kaunas
- 1999-2000: Žalgiris Kowno
- Od 2000: FBK Kaunas

## Europejskie puchary
Legenda do wszystkich tabel:
- Q – runda eliminacyjna, 1/16, 1/8, 1/4, 1/2 – odpowiednia faza rozgrywek, Grupa – runda grupowa, 1r gr – pierwsza runda grupowa, 2r gr – druga runda grupowa, F – finał, R – runda, PO – play-off
- k. – rzuty karne, los. – losowanie, Dogr. – dogrywka, w. – zasada bramek strzelonych na wyjeździe

| Sezon   | Rozgrywki        | Runda   | Przeciwnik       | Dom | Wyjazd | Ogólnie    |
| ------- | ---------------- | ------- | ---------------- | --- | ------ | ---------- |
| 1996    | Puchar Intertoto | Grupa 5 | Lillestrøm SK    | 1–4 |        | 4. miejsce |
| 1996    | Puchar Intertoto | Grupa 5 | FC Nantes        |     | 1–3    | 4. miejsce |
| 1996    | Puchar Intertoto | Grupa 5 | Sligo Rovers     | 1–0 |        | 4. miejsce |
| 1996    | Puchar Intertoto | Grupa 5 | Heerenveen       |     | 1–3    | 4. miejsce |
| 1997    | Puchar Intertoto | Grupa 6 | Samsunspor       | 0–1 |        | 3. miejsce |
| 1997    | Puchar Intertoto | Grupa 6 | Leiftur          |     | 3–2    | 3. miejsce |
| 1997    | Puchar Intertoto | Grupa 6 | Hamburger SV     | 1–2 |        | 3. miejsce |
| 1997    | Puchar Intertoto | Grupa 6 | Odense BK        |     | 2–2    | 3. miejsce |
| 1999/00 | Puchar UEFA      | Q       | Maccabi Tel Awiw | 2–1 | 1–3    | 3–4        |
| 2000/01 | Liga Mistrzów    | 1Q      | NK Brotnjo       | 4–0 | 0–3    | 4–3        |
| 2000/01 | Liga Mistrzów    | 2Q      | Rangers          | 0–0 | 1–4    | 1–4        |
| 2001/02 | Liga Mistrzów    | 1Q      | Słoga Skopje     | 1–1 | 0–0    | 1–1, w.    |
| 2002/03 | Liga Mistrzów    | 1Q      | Dinamo Tirana    | 2–3 | 0–0    | 2–3        |
| 2003/04 | Liga Mistrzów    | 1Q      | Havnar Bóltfelag | 4–1 | 1–0    | 5–1        |
| 2003/04 | Liga Mistrzów    | 2Q      | Celtic F.C.      | 0–4 | 0–1    | 0–5        |
| 2004/05 | Liga Mistrzów    | 1Q      | Sliema Wanderers | 4–1 | 2–0    | 6–1        |
| 2004/05 | Liga Mistrzów    | 2Q      | Djurgårdens      | 0–2 | 0–0    | 0–2        |
| 2005/06 | Liga Mistrzów    | 1Q      | Havnar Bóltfelag | 4–0 | 4–2    | 8–2        |
| 2005/06 | Liga Mistrzów    | 2Q      | Liverpool        | 1–3 | 0–2    | 1–5        |
| 2006/07 | Puchar UEFA      | 1Q      | Portadown        | 1–0 | 3–1    | 4–1        |
| 2006/07 | Puchar UEFA      | 2Q      | Randers          | 1–0 | 1–3    | 2–3        |
| 2007/08 | Liga Mistrzów    | 1Q      | Zeta             | 3–2 | 1–3    | 4–5        |
| 2008/09 | Liga Mistrzów    | 1Q      | Santa Coloma     | 3–1 | 4–1    | 7–2        |
| 2008/09 | Liga Mistrzów    | 2Q      | Rangers          | 2–1 | 0–0    | 2–1        |
| 2008/09 | Liga Mistrzów    | 3Q      | Aalborg BK       | 0–2 | 0–2    | 0–4        |
| 2008/09 | Puchar UEFA      | 1R      | UC Sampdoria     | 1–2 | 0–5    | 1–7        |
| 2009/10 | Liga Europy      | 2Q      | Sevojno          | 1–1 | 0–0    | 1–1, w.    |